# Chrysomela badakhshanica
Chrysomela badakhshanica é uma espécie de artrópode pertencente à família Chrysomelidae.